# 超文本咖啡壶控制协议

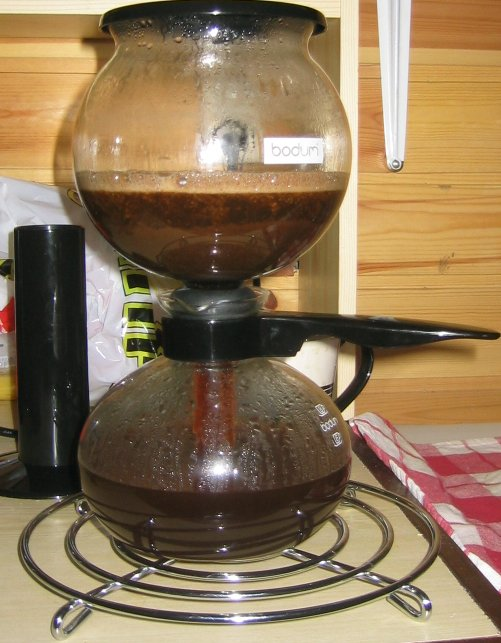
由HTCPCP协议所控制的咖啡壶

超文本咖啡壶控制协议（英語：Hyper Text Coffee Pot Control Protocol，缩写HTCPCP）是由IETF虚构的一种协议。这个协议在文档 RFC 2324 中定义，是一个恶搞RFC。
该协议被设计为一个类似HTTP的协议，可以用于控制、监测和诊断咖啡壶，后来也被拓展到茶壶；该协议有时也可以视作一种早期的物联网实验。

## 起源
尽管互联网国际标准机构经常在4月1日（愚人节）发布一些恶搞之作，他们还是让这个协议看上去像是一个真的、非虚构的协议（就像HTTP）。

## 兼容性
- 文本编辑器Emacs完全兼容这个协议[1]。
- 有数个bug报告抱怨说Mozilla不支持这个协议[2]。

## 后续扩展
2014年4月1日发布的恶搞RFC 7168是此协议的扩展，正式支持茶壶。

## 请求方式定义
HTCPCP是HTTP协议的扩展。HTCPCP请求通过URI架构coffee:来引用，并还包含了若干种HTTP请求：
- BREW或POST：令HTCPCP服务器（咖啡壶）煮咖啡。
- GET：从服务器获取咖啡。
- PROPFIND：获取咖啡的元数据。
- WHEN：让服务器停止向咖啡中加入牛奶（如适用），即英文“say when”之意。

## 错误应答
这个协议还定义了两种错误答复：
- 406 Not Acceptable（无法接受）：HTCPCP服务器因故暂时不能煮咖啡。服务器在回复中应当包含一组可接受的咖啡类型列表。
- 418 I'm a teapot（我是茶壶）：HTCPCP服务器是一个茶壶。這個錯誤答覆可能是由一個又矮又胖（英语：I'm a Little Teapot）的東西（也就是茶壺）發出的。